# Кульчицький Юрій Петрович
Юрій Петрович Кульчи́цький (нар. 18 грудня 1912, Підбуж — пом. 25 січня 1993, Мужен) — український художник і кераміст.

## Біографія
Народтвся 18 грудня 1912 року в селі Підбужі (нині селище міського типу Дрогобицького району Львівської області, Україна). 1938 року закінчив Краківську академію мистецтв, де навчався зокрема у Казимира Сіхудьського і Владислава Яроцького.
1944 року виїхав через Чехословаччину до Австрії. З 1947 року жив у Франції: з 1948 року — в Парижі; з 1960 року — в Мужені. Помер у Мужені 25 січня 1993 року.

## Творчість
Працював у галузі станкової і книжкової графіки, живопису, кераміки. Автор портретів, колажів, просторових та жанрових композицій, виконаних олією, гуашшю, у керамічних техніках. Серед робіт:
дереворити
- «У таборі» (1939);
- «Запорожець» (1939);
- «Козак Мамай» (1939);
- «Погоня» (1948);
- «Родинна драма» (1955);
- «Голод» (1955);
- «Їздець» (1977);

колажі
- «Жінка в капелюсі» (1973);
- «Бойкиня» (1973);
- «Сеньйори» (1975);
- «Розп'яття» (1975);
- «Стріча» (1985);

кераміка
- «Воїни» (1978);
- «Три жінки» (1978);
- «Сидячі» (1978);
- «Парад гномів» (1978);
- «Юпітер» (1978);
- «Король темряви» (1978);
- «Птахи» (1978);
- «Діток дозвілля» (1978);

акварелі
- «Грації» (1978);
- «Ляльковий театр» (1986);
- «Світанок» (1987);

пастелі
- «Композиція» (1990);
- «Кльовн» (1990);
- «Уклін Бетговенові» (1990);

інше
- іконостас церкви отців Василіян у Бразилії (1948);
- декоративна таріль «Риба» (1977).

Автор ілюстрацій до книги «Злота грамота» Юзефа Лободовського (Париж, 1954). Видав монографію про Софію Левицьку (1989).
Брав участь у художніх виставках з 1942 року. Персональні виставки відбулися у Самборі у 1943 році, Парижі у 1974, 1979, 1988 роках, Мужені у 1986—1987 роках.